# Дюклер
 Тази статия е за града във Франция.  За кантона вижте Дюклер (кантон).  
Дюклер (на френски: Duclair) е град в департамент Сен Маритим на регион Горна Нормандия, северна Франция, административен център на кантон Дюклер в окръг Руан. Населението му е 4198 души (по данни от 1 януари 2016 г.).
Разположен е на десния бряг на река Сена в Парижкия басейн, на 16 km западно от центъра на град Руан. Селището е известно от 671 година, когато там има църква и манастир. Става самостоятелна община през 1469 година, когато се слива със съседната енория Войруй.